# Lepidothamnus fonkii
Lepidothamnus fonkii é uma espécie de conífera da família Podocarpaceae.
Pode ser encontrada nos seguintes países: Argentina e Chile.
Está ameaçada por perda de habitat.